# Larnax schjellerupii
Larnax schjellerupii är en potatisväxtart som beskrevs av S.Leiva och Quip. Larnax schjellerupii ingår i släktet Larnax och familjen potatisväxter. Inga underarter finns listade i Catalogue of Life.